# Piotr Witkowski (aktor)
Piotr Witkowski (ur. 12 grudnia 1988 w Gdańsku) – polski aktor filmowy, telewizyjny, teatralny i dubbingowy.

## Życiorys
W 2010 roku współpracował z teatrem Chorea w Łodzi. W 2011 roku ukończył studia na Wydziale Aktorskim Państwowej Wyższej Szkoły Filmowej, Telewizyjnej i Teatralnej w Łodzi. Od 2012 roku występuje na deskach Teatru Wybrzeże w Gdańsku. W 2019 roku zagrał główną rolę w filmie Michała Węgrzyna Proceder, opowiadającym o życiu tragicznie zmarłego rapera Tomasza Chady.

## Filmografia
- 2011: Plebania – Szymon
- 2012: Supermarket – Andrzej
- 2013: Wałęsa. Człowiek z nadziei – stoczniowiec przy bramie
- 2013: Czas honoru
- 2014: Miasto 44 – chłopak z wiadrem
- 2015: Zbrodnia. Sezon drugi – dziennikarz tv
- 2015: Heimat ist kein ort – Krzysztof
- 2016–2018: Barwy Szczęścia – Michał Grzybowski, ojciec Mai
- 2017: Niania w wielkim mieście – Filip, operator kamery
- 2017–2018: Na Wspólnej – Bartek Drzewiecki
- 2018: Trzech znanych P. – Wojtek
- 2018–2019: Ślad – Bartosz Majski
- 2018: Podatek od miłości – ojciec dziecka
- 2018: Kamerdyner – Posłaniec
- 2018: Dywizjon 303. Historia prawdziwa – Johann Behr
- 2018: Diablo. Wyścig o wszystko – Pejolt
- 2019: Solid Gold – policjant Adam
- 2019: Proceder – Tomasz Chada
- 2019: Egzamin – artysta
- 2020: Mistrz – Kapo Walter
- 2021: Krime story. Love story – Szybki
- 2021: Klangor – Krzysztof Ryszka
- 2021: Bartkowiak – Szakal
- 2021: Kryminalne Zagadki Mazur – Felix
- 2021: The End – Sebastian Stec
- 2021: Planeta singli. Osiem historii – Jacek
- 2021: Inni ludzie – Danny
- 2021: Funeralia
- 2021: Gierek – Oldman
- 2021: Erotica 2022 – Dealer
- 2021: Układ – Marek Araszkiewicz
- 2021: Escape Attempt – Hayra
- 2021: Allin – Wirus
- 2022: Królowa – Bruno Adamski
- 2022: Plan lekcji – Damian Nowicki
- 2022: Noc w przedszkolu – Eryk
- 2023: Cały ten seks – Robert
- 2023: Radiostory – Ochroniarz
- 2023: Operacja Soulcatcher – Kieł
- 2023: Absolutni debiutanci – Dawid
- 2024: Idź przodem, bracie – Oskar Gwiazda
- 2024: FBI International – Piotrek
- 2025: A Working man – Vanko Kharchenko
- 2025: Black Dagger Brotherhood – Darius
- 2025: Wojna zastępcza – Budyń
- 2025: Vinci 2 – Duch

Źródła: Filmpolski.pl, IMDB.

## Dubbing
- Avatar – Jake Sully[4]
- Mecenas She-Hulk – Luke Jacobson[5]
- PUCCA – różne postacie
- Kotek Gapcio – Tasia
- Dzielna Mysz – Krumhorn, Megazłom, Kamenbercik
- Pirackie potyczki – Pieprz
- Wolfblood – Aran, więzień
- Akademia Tańca – Ethan Karamakov
- Listonosz Pat – Alf Thompson, Bill Thompson, Michael Lam
- H2O – wystarczy kropla – Zane Bennett (druga wersja dubbingu)
- Teletubisie

## Role teatralne
Teatr Wybrzeże
- Potop – Kmicic[7]
- Broniewski – Aleksander Wat
- Fedra – Panope
- Karmaniola, czyli od sasa do lasa – Syn Macieja I
- Przygody Koziołka Matołka – Kozioł, Funkcjonariusz 2, Szewc, Johnny, Wader, Te
- Śmierć białej pończochy – Wojowie, Posłowie litewscy, Młociarze, Kusznicy, Dusiciele
- Wesołe kumoszki z Windsoru – Doktor Caius, francuski medyk
- Dziewczyna, która podeptała chleb

Teatr Garnizon Sztuki
- Nienasyceni – Filip[8]

## Spektakle i etiudy szkolne
- 2008: Kubuś Puchatek
- 2009: Mieszkanie 14
- 2011: Ożenek – Kaczkariow
- 2011: Dramat powiatowego performera – Ilia Afanasiewicz Szamrajew
- 2014: Ze sceny – Aleks
- 2015: Rap Brothers – Gonzo
- 2017: Za szybą – znajomy
- 2022: Sabina

Źródła: Filmpolski.pl, IMDB.

## Wykonanie utworów muzycznych
W filmie Proceder:
1. Szacunek
2. Na tych osiedlach
3. Czarne słońce
4. Intro Proceder
5. Chada L
6. Działam po swojemu

W filmie Noc w przedszkolu:
1. Bo twój ojciec tu jest